# Pedra de Dighton

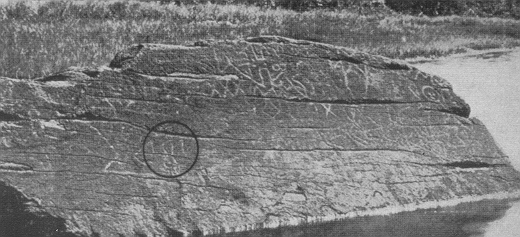
Pedra de Dighton (fotografia de P. Hathaway, c. 1910)

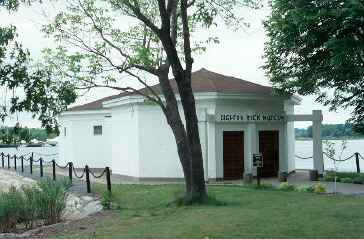
Museu da Pedra de Dighton

A Pedra de Dighton é um bloco de rocha cuja superfície, na face voltada para cima, está recoberta de inscrições, muito erodidas, cuja origem tem alimentado uma polémica secular. Originalmente a pedra estava localizada dentro de água no estuário do rio Taunton, em Berkley, Massachusetts (em tempos parte da vila de Dighton, daí o nome da rocha). Para evitar os danos provocados pelo vandalismo, pela erosão das marés e pelos efeitos da variação térmica, em 1963, a rocha foi removida do rio e classificada como objecto protegido pelo Estado de Massachusetts.

## A rocha e as teorias epigráficas explicativas
A pedra de Dighton é um bloco de arenito feldspático, com cerca de 40 toneladas de peso, formando um paralelepípedo com seis faces irregulares, medindo cerca de 1,5 m de altura, 2,9 m de largura e 3,4 m de comprimento. O bloco terá sido depositado na zona durante a última glaciação há cerca de 13 000 anos. O arenito que constitui o bloco é de cor castanho-acinzentada, com grandes fenocristais, apresentando uma textura grosseira.
A face onde estão as inscrições é de forma trapezoidal, estando, quando a rocha se encontrava no leito do estuário, voltada para noroeste, com uma inclinação de aproximadamente 39º em relação à vertical. As inscrições foram feitas com um instrumento cortante, de metal ou rocha de grande dureza, e têm uma profundidade que vai dos 2 aos 7 mm. Parte da superfície da inscrição sofreu abrasão pelo gelo e danos devido aos ciclos térmicos e a meteorização. O vandalismo ao longo dos anos também levou à destruição de algumas das marcações.
Ao longo dos últimos 350 anos a epigrafia da rocha tem suscitado as mais díspares interpretações, sendo a sua origem e significado objecto de longas polémicas, a que não estão alheios os nacionalismos e os preconceitos étnicos que entretanto se foram gerando e desfazendo.
As teorias mais geralmente aceites atribuem a origem das inscrições aos seguintes povos:
- Populações aborígenes norte-americanas, isto é aos índios das tribos Narragansett e outros povos algonquianos;
- A navegadores fenícios que teriam atingido a costa norte-americana, sendo esta a mais antiga das teorias de uma origem não aborígene;
- A navegadores viquingues, de acordo com uma teoria proposta em 1837 por Carl Christian Rafn;
- A navegadores portugueses, nomeadamente a Miguel Corte Real de acordo com uma teoria postulada em 1918 por Edmund B. Delabarre e posteriormente defendida numa obra do mesmo autor publicada em 1929. Teoria depois retomada pelo médico luso-americano e historiador autodidata Manuel Luciano da Silva.

As primeiras descrições conhecidas das inscrições na rocha datam de 1680, quando o reverendo John Danforth as copiou e enviou para Londres numa tentativa de obter uma interpretação. A partir daí as inscrições foram regularmente copiadas e reinterpretadas por dezenas de estudiosos sem que se tenha jamaís atingido uma explicação cabal e inatacável. Um estudo completo foi elaborado em 1830 sob os auspícios da  Rhode Island Historical Society, dando origem a uma nova onda de explicações e interpretações.
Desde 1829 que existem planos para remover a rocha do interior do estuário e colocá-la num museu, tendo sido proposta a sua deslocação para Boston, Fall River e mesmo para a Dinamarca. Contudo, a primeira tentativa de remoção apenas foi feita em 1955, tendo sido interrompida por ordem judicial quando se detectou que os cabos usados na operação estavam a danificar a rocha. Depois de um estudo que determinou que a Pedra de Dighton era um calhau solto e não um afloramento rochoso, em 1963 o Massachusetts Department of Natural Resources construiu uma protecção e elevou a rocha cerca de 3,4 m acima da sua posição inicial colocando-a fora do alcance das águas da maré. A rocha permaneceu nessa plataforma, protegida por arame farpado durante alguns anos, mas o vandalismo continuou pelo que foi necessário recolhê-la num abrigo fechado, o que veio a acontecer em 1973. A rocha foi mantida com a sua orientação original mas foi inclinada por forma que a face gravada faça um ângulo de 70º com a vertical.
Em Novembro de 1952, a Miguel Corte Real Memorial Society da cidade de New York adquiriu 49,5 acres (aproximadamente 200 000 m²) de terra na zona adjacente à Pedra de Dighton com o objectivo de criar um parque em memória dos Corte Real. Não sendo pacífica a apropriação pela comunidade portuguesa do simbolismo da Pedra, o Estado de Massachusetts expropriou a parcela de terreno, em 1954 criando nela um parque estatal. Posteriormente mais terra foi adquirida e hoje o Dighton Rock State Park ocupa uma área de quase 100 acres (aproximadamente 400 000 m²). A zona foi ajardinada, criando-se uma área para recreação e lazer e um pequeno museu onde a rocha se encontra protegida.
O museu, autorizado pela legislatura de Massachusetts em 1974, é constituído por dois pequenos edifícios octogonais, um contendo a rocha, protegida por um vidro, o outro uma pequena colecção de artefactos relacionados com a navegação portuguesa e com os povos aborígenes locais.

## A leitura portuguesa das inscrições

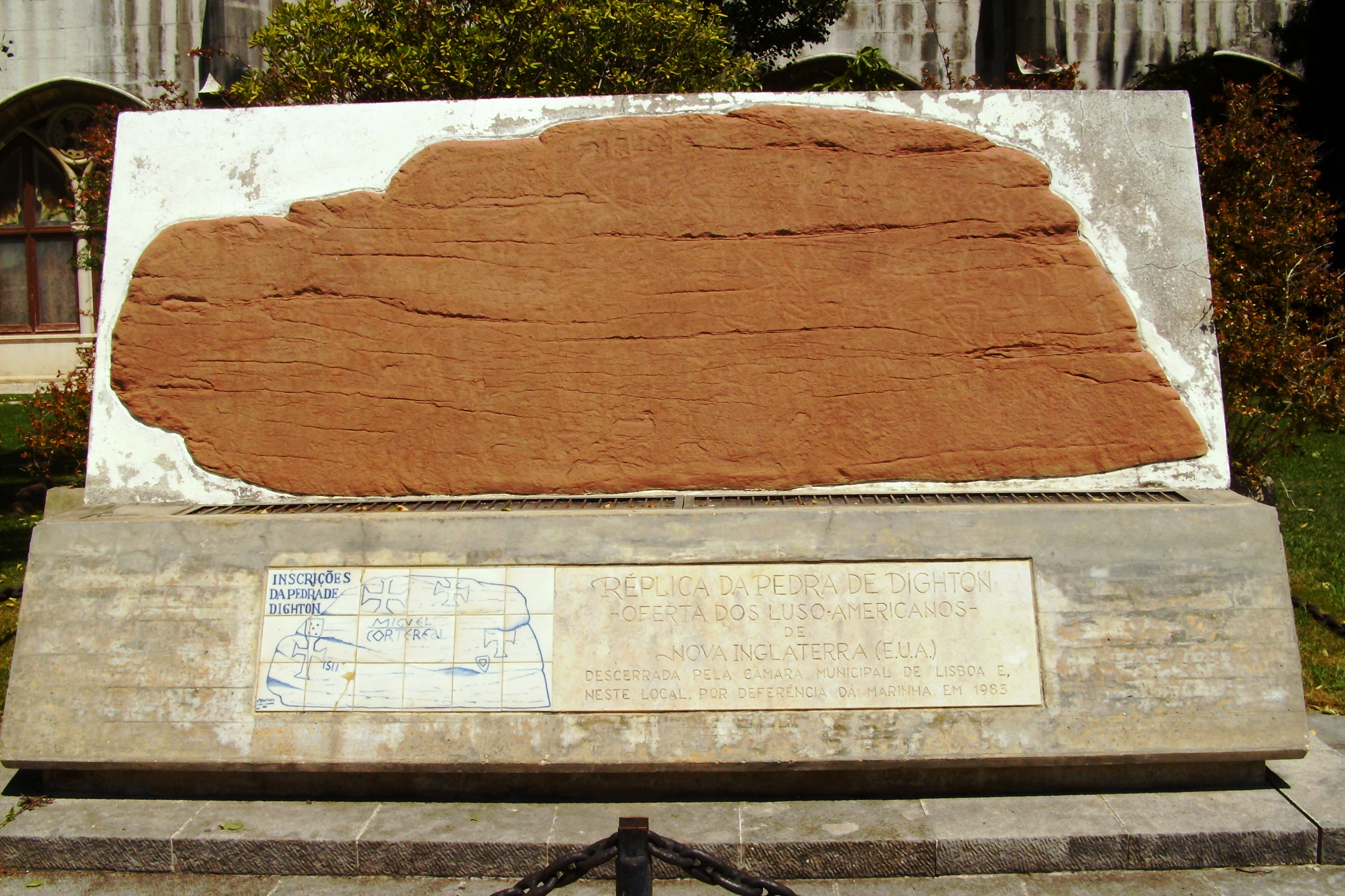
Réplica da Pedra de Dighton, Museu da Marinha, Lisboa

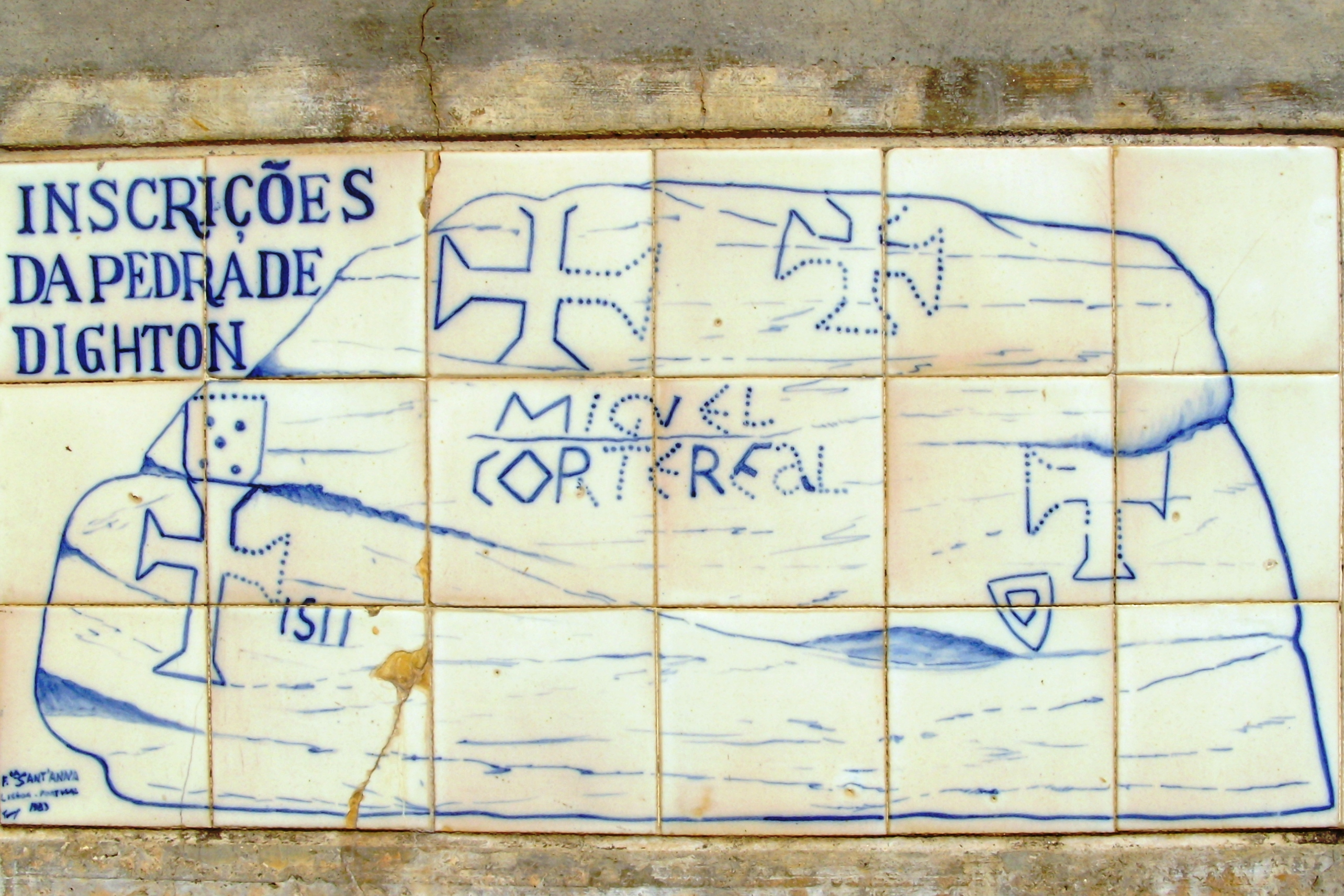
Interpretação da inscrição na Pedra de Dighton (Museu da Marinha, Lisboa)

Na década  de  1920,  Edmund  Delabarre,  Professor  de  Psicologia  na  Brown University, propos a leitura do nome de Miguel Corte-
Real e do 1511, ligando a pedra aos irmãos Corte-Real, saídos da ilha Terceira, nos Açores, tinham desaparecido durante viagens de exploração no Atlântico noroeste. A partir dessa ligação, as inscrições foram reinterpretadas por Delabarre como dizendo: MIGUEL CORTEREAL v[oluntate] DEI hic DUX IND[iorum] 1511, que traduzido para português significaria: MIGUEL CORTE-REAL pela vontade de Deus chefe dos índios 1511. A interpretação apoia-se ainda na existência de formas que lembram cruzes de Cristo e o escudete português. Os historiadores portugueses tiveram de lembrar ao psicólogo americano que nem os Corte-Real nem outros navegadores portugueses sabiam latim. Delabarre retrocedeu reconhecendo  que tinha ido longe de mais. A sua teoria nunca foi  validada pelos historiadores e especialistas portugueses, que nela apontaram várias 
falhas.
Tal não obstou a que pela sua interpretação e pela defesa que dela fez, o Professor Edmund Delabarre fosse celebrado pelo Estado Novo e pelo nacionalismo português como um verdadeiro herói, sendo condecorado em 1933, com a Ordem Militar de Sant'Iago da Espada. Uma réplica da Pedra de Dighton está exposta no Museu de Marinha, em Lisboa.
Muito por influência de Manuel Luciano da Silva, um médico de origem portuguesa (natural de Vale de Cambra), tem sido mantida uma vigorosa campanha visando o reconhecimento e a divulgação da teoria portuguesa da origem dos desenhos rupestres de Dighton.
A teoria portuguesa tem sido muito desacreditada pela maior parte dos historiadores sérios, como Luís de Albuquerque, na sua obra Navegadores, Viajantes e Aventureiros Portugueses (1987) e pelo Professor Onésimo Teotónio Almeida que foi Director durante 12 anos do Departamento de Estudos Portugueses e Brasileiros da Universidade de Brown nos Estados Unidos.